# Rufí Magne Faust Aviè (cònsol 502)
Rufí Magne Faust Aviè   (segle V - valor desconegut) va ser un polític de l'Imperi Romà d'Occident. Va ser nomenat cònsol l'any 502 amb Flavi Probe com a col·lega seu.
El seu pare era Anici Probe Faust, que va ser el principal partidari del papa Símmac en el cisma de Llorenç, i el seu germà era Ennodi Messala, un dels cònsols de l'any 506. Aviè va ser més tard prefecte del pretori d'Itàlia (527–528).